# Мішнево (Костромська область)
Мішнево (рос. Мишнево) — присілок в Красносельському районі Костромської області Російської Федерації.
Населення становить 51 особу. Входить до складу муніципального утворення Шолоховське сільське поселення.

## Історія
У 1936-1944 року населений пункт перебував у складі Ярославської області. Від 1944 належить до Костромської області.
Від 2007 року входить до складу муніципального утворення Шолоховське сільське поселення.

## Населення
| 2008 | 2010 | 2014 |
| ---- | ---- | ---- |
| 52   | ↗57  | ↘51  |